# Jim Reardon
Pour les articles homonymes, voir Reardon.
Jim Reardon est un réalisateur, scénariste et animateur américain. Il a notamment participé à la réalisation de plus de quarante épisodes des Simpson. Il a également participé à l'écriture du scénario des films WALL-E en 2008 et Les Mondes de Ralph en 2012.

## Filmographie

### Réalisateur

#### PourLes Simpson
| Année | Titre                              | Titre original                                                        | Saison | Épisode | Scénariste |
| ----- | ---------------------------------- | --------------------------------------------------------------------- | ------ | ------- | --- |
| 1990  | Tous à la manif                    | Itchy & Scratchy & Marge                                              | 2      | 9       | John Swartzwelder |
| 1991  | Une vie de chien                   | Bart's Dog Gets an F                                                  | 2      | 16      | Jon Vitti |
| 1991  | Le Pinceau qui tue                 | Brush with Greatness                                                  | 2      | 18      | Brian K. Roberts |
| 1991  | Le Palais du Gaucher               | When Flanders Failed                                                  | 3      | 3       | Jon Vitti |
| 1991  | Simpson Horror Show II             | Treehouse of Horror II                                                | 3      | 7       | A. Jean, M. Reiss, J. Martin, G. Meyer, S. Simon et J. Swartzwelder                                                                       |
| 1991  | Un père dans la course             | Saturdays of Thunder                                                  | 3      | 9       | Ken Levine et David Isaacs |
| 1992  | Homer la foudre                    | Homer at the Bat                                                      | 3      | 17      | John Swartzwelder |
| 1992  | Chienne de vie                     | Dog of Death                                                          | 3      | 19      | John Swartzwelder |
| 1992  | Séparés par l'amour                | Bart's Friend Falls in Love                                           | 3      | 23      | Jay Kogen et Wallace Wolodarsky |
| 1992  | Homer l'hérétique                  | Homer the Heretic                                                     | 4      | 3       | George Meyer |
| 1992  | Monsieur Chasse-neige              | Mr. Plow                                                              | 4      | 9       | Jon Vitti |
| 1993  | Ne lui jetez pas la première bière | Duffless                                                              | 4      | 16      | David M. Stern |
| 1993  | Marge à l'ombre                    | Marge in Chains                                                       | 4      | 21      | Bill Oakley et Josh Weinstein |
| 1993  | Homer va à la fac                  | Homer Goes to College                                                 | 5      | 3       | Conan O'Brien |
| 1994  | Erreur sur la ville                | Homer the Vigilante                                                   | 5      | 11      | John Swartzwelder |
| 1994  | Mon pote l'éléphant                | Bart Gets an Elephant                                                 | 5      | 17      | John Swartzwelder |
| 1994  | Bart des ténèbres                  | Bart of Darkness                                                      | 6      | 1       | Dan McGrath |
| 1994  | Simpson Horror Show V              | Treehouse of Horror V                                                 | 6      | 6       | G. Daniels, D. McGrath, D.S. Cohen et B. Kushell                                                                                          |
| 1995  | Homer le grand                     | Homer the Great                                                       | 6      | 12      | John Swartzwelder |
| 1995  | Le Mariage de Lisa                 | Lisa's Wedding                                                        | 6      | 19      | Greg Daniels |
| 1995  | Le Citron de la discorde           | Lemon of Troy                                                         | 6      | 24      | Brent Forrester |
| 1995  | Un super big Homer                 | King-Size Homer                                                       | 7      | 7       | Dan Greaney |
| 1996  | Krusty « le retour »               | Bart the Fink                                                         | 7      | 15      | John Swartzwelder et Bob Kushell |
| 1996  | 22 courts-métrages sur Springfield | 22 Short Films About Springfield                                      | 7      | 21      | R. Appel, D.S. Cohen, J. Collier, J. Crittenden, G. Daniels, B. Forrester, R. Pulido, S. Tompkins, B. Oakley, J. Weinstein et M. Groening |
| 1996  | Le Fils indigne de M. Burns        | Burns, Baby Burns                                                     | 8      | 4       | Ian Maxtone-Graham |
| 1997  | Le Mystérieux Voyage d'Homer       | El Viaje Misterioso de Nuestro Jomer (The Mysterious Voyage of Homer) | 8      | 9       | Ken Keeler |
| 1997  | À bas la baby-sitter !             | My Sister, My Sitter                                                  | 8      | 17      | Dan Greaney |
| 1997  | L'Ennemi d'Homer                   | Homer's Ennemy                                                        | 8      | 23      | John Swartzwelder |
| 1997  | Homer contre New York              | The City of New York vs. Homer Simpson                                | 9      | 1       | Ian Maxtone-Graham |
| 1998  | Vive les éboueurs                  | Trash of the Titans                                                   | 9      | 22      | Ian Maxtone-Graham |
| 1999  | Le Pire du Soleil-Levant           | Thirty Minutes over Tokyo                                             | 10     | 23      | Donick Cary et Dan Greaney |
| 2000  | Adieu Maude                        | Alone Again, Natura-Diddily                                           | 11     | 14      | Ian Maxtone-Graham |
| 2001  | Simpson Horror Show XII            | Treehouse of Horror XII                                               | 13     | 1       | J.H. Cohen, J. Frink, D. Payne et C. Omine                                                                                                |
| 2002  | La Nouvelle Marge                  | Large Marge                                                           | 14     | 4       | Ian Maxtone-Graham |
| 2004  | Tartman, le vengeur masqué         | Simple Simpson                                                        | 15     | 19      | Jon Vitti |

#### Autre
- 1986 : Bring Me the Head of Charlie Brown
- 1988 : Mighty Mouse: The New Adventures (2 épisodes)

### Scénariste
- 1986 : Bring Me the Head of Charlie Brown
- 1987-1988 : Mighty Mouse: The New Adventures (19 épisodes)
- 1988 : Christmas in Tattertown
- 1990-1991 : Les Tiny Toons (16 épisodes)
- 2008 : WALL-E
- 2012 : Les Mondes de Ralph
- 2016 : Zootopie

### Animateur
- 1986 : Bring Me the Head of Charlie Brown
- 1988 : Christmas in Tattertown
- 1993-2009 : Les Simpson (37 épisodes)

### Storyboardeur
- 1988 : Mighty Mouse: The New Adventures (2 épisodes)
- 1989 : The Butter Battle Book
- 1990-2009 : Les Simpson (18 épisodes)